# Varoš (Split)
Varoš – dzielnica Splitu, drugiego co do wielkości miasta Chorwacji. Zlokalizowana jest w zachodniej części miasta, ma 5 697 mieszkańców i 2,22 km² powierzchni; jedna z najstarszych części miasta.
W granicach administracyjnych dzielnicy znajdują się rozległe tereny zielone.
Obszar dzielnicy Varoš ograniczają:
- od północy – ulice Antuna Gustava Matoša, Nazorov prilaz, put sv. Mande, šetalište M. Tartaglie,
- od wschodu – ulice Zrinsko-Frankopanska, Matošića, Bana Josipa Jelačića, Tomića Stine,
- od południa – ulice šetalište Alberta Maranguni, Botićevo šetalište.

Dzielnice sąsiadujące z dzielnicą Varoš:
- od północy – Špinut,
- od wschodu – Grad,
- od południa – Meje,